# Parade's End
Parade's End ou Finies les parades au Québec est une mini-série américano-belgo-britannique créée et écrite par Tom Stoppard. Elle est adaptée des romans de Ford Madox Ford, et diffusée du 24 août au 21 septembre 2012 sur BBC Two. Elle est par la suite diffusée du 26 au 28 février 2013 sur HBO ainsi que sur VRT.
En France, la mini-série a été diffusée les 7 et 14 juin 2013 sur Arte et au Québec à partir du 23 juin 2013 à Super Écran.

## Synopsis
Christopher Tietjens, issu d'une riche famille de propriétaires fonciers, est un brillant statisticien travaillant dans une administration gouvernementale et revendiquant sa qualité de « dernier Tory » d'Angleterre. Mais il est surtout un homme qui a un sens excessif, voire ridicule, de l'honneur, des valeurs morales et des traditions, au point d'en être malheureux. Ainsi, après une aventure avec la ravissante mais volage et capricieuse Sylvia qui se retrouve enceinte, mais peut-être d'un autre homme, Tietjens décide néanmoins d'assumer en l'épousant et en élevant l'enfant comme le sien. Bien que sa vie maritale soit désastreuse, il refuse par principe de divorcer pour la femme qu'il aime, Valentine, une jeune suffragette. Malgré un comportement irréprochable, la réputation de Tietjens, victime de fausses rumeurs, va en être entachée. Quand la Grande Guerre éclate, Tietjens choisit de s'engager sur les fronts, laissant derrière lui sa femme, son fils et Valentine, mais aussi ses repères traditionnels voués à disparaître à une époque où la société européenne est en pleine mutation.

## Distribution

### Acteurs principaux
- Benedict Cumberbatch (VF : Pierre Tissot ; VQ : Frédéric Paquet) : Christopher Tietjens
- Rebecca Hall (VF : Margot Faure ; VQ : Mélanie Laberge) : Sylvia Tietjens
- Roger Allam (VF : Frédéric Souterelle ; VQ : Guy Nadon) : General Campion
- Adelaide Clemens (VF : Julia Boutteville ; VQ : Catherine Brunet) : Valentine Wannop
- Rupert Everett (VF : Bernard Bollet ; VQ : Daniel Picard) : Mark Tietjens
- Miranda Richardson (VQ : Élise Bertrand) : Mme Wannop
- Sasha Waddell (VQ : Michèle Lituac) : Glorvina
- Janet McTeer (VF : Sylvia Bergé ; VQ : Claudine Chatel) : Mme Satterthwaite
- Clare Higgins (VF : Frédérique Cantrel ; VQ : Danièle Panneton) : Claudine
- Tom Mison (VF : Jean Rieffel ; VQ : Adrien Bletton) : Potty Perowne
- Stephen Graham (VF : Loïc Houdré ; VQ : Tristan Harvey) : Vincent MacMaster
- Malcolm Sinclair (en) (VQ : René Gagnon) : Sandbach
- Anne-Marie Duff (VF : Sophie Baranes ; VQ : Marika Lhoumeau) : Edith Duchemin

### Acteurs secondaires
- Ned Dennehy (VQ : Sylvain Hétu) : Père Consett
- Anna Skellern (VQ : Pascale Montreuil) : Bobbie Pelham
- Lucinda Raikes (en) : Evie
- Alan Howard (en) (VQ : Denis Mercier) : Tietjens Senior
- Jonathan Coy (VQ : Daniel Roussel) : Bertram
- Candida Benson : Effie
- Jack Huston (VQ : Pierre-Yves Cardinal) : Gerald Drake
- Rufus Sewell (VF : Constantin Pappas ; VQ : Frédéric Desager) : Révérend Duchemin
- Patrick Kennedy (VQ : Jean-François Beaupré) : Capitaine McKechnie
- Freddie Fox (VQ : Xavier Dolan) : Edward Wannop
- Elliot Levey (en) : Colonel Levin
- Misha Handley : Michael Tietjens (4 ans)
- Jamie Parker : Lord Brownlie
- Rudi Goodman : Michael Tietjens (8 ans)
- Steven Robertson (en) : Colonel Bill Williams

- Version française
  - Société de doublage : Nice Fellow[3]
  - Direction artistique : Christèle Wurmser[3]
  - Adaptation des dialogues : Perrine Dézulier et Marie-Pierre Desprez[3]

Source VF : Doublage Séries Database
- Version québécoise
  - Direction artistique : Natalie Hamel-Roy[4]
  - Adaptation des dialogues : Michèle Lituac[4]

 Source et légende : version québécoise (VQ) sur Doublage.qc.ca

## Épisodes
1. Épisode un (Episode One)
2. Épisode deux (Episode Two)
3. Épisode trois (Episode Three)
4. Épisode quatre (Episode Four)
5. Épisode cinq (Episode Five)

Initialement composée de cinq épisodes de près d'une heure, lors du passage sur la BBC, la série a été redécoupée en six épisodes de 44 minutes pour le marché international. C'est cette dernière version qui est passée sur Arte.

## Distinctions

### Récompenses
- Broadcasting Press Guild Awards 2013 :
  - Meilleure série dramatique
  - Meilleur acteur pour Benedict Cumberbatch
  - Meilleure actrice pour Rebecca Hall
  - Writer's Award pour Tom Stoppard

- Fipa d'or 2013 : 
  - Meilleur scénario de série et feuilletons pour Tom Stoppard

### Nominations
- British Academy Television Awards 2013 :
  - Meilleure mini-série dramatique
  - Meilleure actrice pour Rebecca Hall
- Primetime Emmy Awards 2013 :
  - Meilleur acteur dans une minisérie pour Benedict cumberbatch
  - Meilleur scénario pour Tom Stoppard